# Екстрьомисен
Шелфовият ледник Екстрьомисен (на норвежки: Ekströmisen; на английски: Ekström Ice Shelf) заема част от крайбрежието на Източна Антарктида, край Брега принцеса Марта на Земя кралица Мод, в акваторията на море Крал Хокон VІІ, част от Атлантическия сектор на Южния океан. Простира се от планината Сьорасен на запад до платото Халвфарюген на изток. Дължина от север на юг 150 km, ширина до 120 km, площ 8700 km². На североизток, северно от платото Халвфарюген се свързва с шелфовия ледник Елбартисен. В крайната си челна част дебелината на леда е 15 m, а в тилната му част нараства до 100 m. В северната му част се вдава заливът Атка, на брега на който функционира германската полярна станция Неймаер.
Шелфовият ледник Екстрьомисен е открит през февруари 1951 г. и топографски заснет и картиран от смесената норвежко-британско-шведска експедиция (1949 – 52), ръководена от Юн Евер, който наименува новооткрития шелфов ледник в чест на трагично загиналия швед Бертил Екстрьом (1919 –1951), инженер-механик в експедицията.